# Everybody Loves Touda
Everybody Loves Touda is een Marokkaanse dramafilm uit 2024, geregisseerd en geproduceerd door Nabil Ayouch. Het script werd door hem geschreven samen met Maryam Touzani. 

## Synopsis
De film gaat over een jonge zangeres in traditionele Marokkaanse muziek. Om door te breken en een beter leven voor haar zoon op te bouwen besluit ze naar Casablanca te verhuizen.

## Rolverdeling
| Acteur                 | Personage   |
| ---------------------- | ----------- |
| Nisrin Erradi          | Touda       |
| Joud Chamihy           | Yassine     |
| El Moustafa Boutankite | de violist  |
| Lahcen Razzougui       | de geliefde |

## Release en ontvangst
Everybody Loves Touda ging op 17 mei 2024 in première op het Filmfestival van Cannes. De film werd geselecteerd als Marokkaanse inzending voor de beste internationale film voor de 97ste Oscaruitreiking. De film kreeg positieve kritieken van de filmcritici, met een score van 100% op Rotten Tomatoes, gebaseerd op 9 beoordelingen.